# Asienspiele 2022/Go
Bei den Asienspielen 2022 wurden vom 24. September bis 3. Oktober 2023 insgesamt drei Wettbewerbe im Go ausgetragen, davon zwei bei den Männern und einer bei den Frauen. Austragungsort war die Hangzhou Qiyuan(Zhili) Chess Hall.

## Bilanz

### Medaillenspiegel
| Platz  | Land              | Gold | Silber | Bronze | Gesamt |
| ------ | ----------------- | ---- | ------ | ------ | ------ |
| 1      | China             | 1    | 2      | —      | 3      |
| 2      | Südkorea          | 1    | 1      | 1      | 3      |
| 3      | Chinesisch Taipeh | 1    | —      | —      | 1      |
| 4      | Japan             | —    | —      | 2      | 2      |
| Gesamt | Gesamt            | 3    | 3      | 3      | 9      |

### Medaillengewinner
Männer
| Disziplin  | Gold                                                                                     | Silber                                                                 | Bronze                                                                 |
| ---------- | ---------------------------------------------------------------------------------------- | ---------------------------------------------------------------------- | ---------------------------------------------------------------------- |
| Einzel     | Hsu Hao-hung                                                                             | Ke Jie                                                                 | Shin Jin-seo                                                           |
| Mannschaft | SüdkoreaByun Sang-il Kim Myung-hun Lee Ji Hyun Park Jeong-hwan Shin Jin-seo Shin Min-jun | ChinaKe Jie Li Qincheng Mi Yuting Yang Dingxin Yang Kaiwen Zhao Chenyu | JapanRyo Ichiriki Yuta Iyama Atsushi Sada Kotaro Seki Toramaru Shibano |

Frauen
| Disziplin  | Gold                                      | Silber                                                 | Bronze                                  |
| ---------- | ----------------------------------------- | ------------------------------------------------------ | --------------------------------------- |
| Mannschaft | ChinaLi He Wang Yubo Wu Yiming Yu Zhiying | SüdkoreaChoi Jeong Kim Chae-young Kim Eun-ji Oh Yu-jin | JapanRina Fujisawa Asami Ueno Risa Ueno |